# 薩克森的西多妮 (1834年—1862年)
薩克森的西多妮（德語：Sidonie von Sachsen，1834年8月16日—1862年3月1日），薩克森國王約翰的第三女。
西多妮公主曾一度被考慮為奧地利皇帝弗朗茨·约瑟夫一世的妻子，後者最終娶巴伐利亞的伊麗莎白為妻。其他結婚的人選包含巴登的腓特烈、薩丁尼亞的維托里奧·埃馬努埃萊以及拿破崙-熱羅姆·波拿巴等人，但最後皆不了了之。1862年西多妮因傷寒去世，年僅27歲。